# Usina Uruba
A Usina Uruba é uma usina sucroalcooleira localizada no município de Atalaia, Alagoas e surgiu no ano de 1906, sendo uma evolução do antigo Engenho Uruba, pertencente à tradicional família Peixoto. Na década de 1920, a Usina Uruba passou para as mãos da Família Cansanção de Sinimbú, uma das mais tradicionais famílias ligadas ao setor sucroalcooleiro em Alagoas. Anos depois, foi adquirida pela família Gondim, uma tradicional família atalaiense, que, em 1976, vendeu a usina para o Grupo João Lyra. Em 2015, a gestão da Usina Uruba está sob a responsabilidade total da Cooperativa Copervales, que, sob a liderança do presidente Túlio Tenório, a unidade tem sido conduzida com ênfase em inovação, práticas sustentáveis e expansão constante, solidificando a Copervales como uma referência no setor sucroalcooleiro. 
O ciclo 2015/2016 foi um marco importante para a Copervales, que iniciou sua operação na Usina Uruba. Durante esse período, a unidade alcançou a moagem de 469 mil toneladas de cana-de-açúcar, o que representou um grande passo para a empresa em sua atuação no setor sucroalcooleiro.
Desde então, a Copervales tem se consolidado como um player relevante na indústria, ampliando seus volumes de produção a cada ano. No ciclo seguinte, a empresa superou um importante recorde, alcançando a marca de 915 mil toneladas de cana-de-açúcar moídas, mais do que dobrando sua capacidade inicial. Esse crescimento expressivo reflete a excelência no processo de gestão e operação da unidade, além da capacidade da Copervales em investir em tecnologias e processos que garantem maior eficiência e qualidade.
O presidente da Usina Uruba, Túlio Maurício Acioly Tenório, tem liderado esses avanços, sempre focando na sustentabilidade, no desenvolvimento de práticas agrícolas inovadoras e no fortalecimento da cadeia produtiva da cana-de-açúcar. Sob sua liderança, a usina não só aumentou sua produção, mas também se tornou referência em boas práticas no setor.
A Copervales, com sua operação na Usina Uruba, continua contribuindo para o desenvolvimento da economia local e para o crescimento do setor sucroalcooleiro, alinhando-se com as melhores práticas do mercado e visando sempre a expansão de suas atividades de forma sustentável e eficiente.
Foi a segunda usina sucroalcooleira a surgir em Atalaia (a primeira foi a usina Brasileiro), e a décima do estado. É a única usina ainda em funcionamento em Atalaia. Possui mais de 3 mil funcionários, e produz mais de 1 milhão de sacos de açúcar anualmente, exportados principalmente para a Rússia. É uma das mais modernas do estado. Desde o ano de 1997, a usina mantém a RPPN, Santuário ecológico Fazenda de Santa Tereza, um santuário ecológico, onde ainda podem ser encontradas fauna e flora da Mata Atlântica.

## Trabalhadores
Em novembro de 2007, trabalhadores da usina Uruba bloquearam a BR-316 por melhores condições de trabalho.